# Супина (село)
Супина (укр. Супина) — село,
Новоподкряжский сельский совет,
Царичанский район,
Днепропетровская область,
Украина.
Код КОАТУУ — 1225684002. Население по переписи 2001 года составляло 157 человек .

## Географическое положение
Село Супина находится на расстоянии в 0,5 км от села Новоподкряж.
Рядом проходит автомобильная дорога Т-0441.